# Вера Шилова
Вера Сергеевна Шилова (4 март 1935 г., РСФСР, СССР – 10 август 2014 г., Москва, Русия) – съветска и руска оперетна артистка, солистка на Московския оперетен театър, заслужил артист на РСФСР (1978).

## Биография
Родена е на 4 март 1935 г. в Съветския съюз.
Постъпва в ГИТИС на името на Анатолий Луначарски в катедрата по музикална комедия (курс на Л. В. Баратов) и завършва с отличие през 1962 г. През 70-те и 80-те години е солистка на Московския оперетен театър.
Тя почива на 10 август 2014 г. на 80-годишна възраст в Москва.

## Работи в театъра
| Спектакли             | Спектакли               | Спектакли                                               | Спектакли                                                                                          |
| Роля                  | Заглавие                | Автор                                                   | Постановъчен екип                                                                                  |
| --------------------- | ----------------------- | ------------------------------------------------------- | -------------------------------------------------------------------------------------------------- |
| Таня Лялина           | Момичето със сините очи | В. И. Мурадели                                          | постановка на Г. П. Ансимов, реж. И. С. Барабашов                                                  |
| Чанита                | Целувката на Чанита     | Ю. С. Милютин                                           | постановка на Г. А. Шаховская и С. Л. Щайн, режисьор А. Ф. Гедроиц                                 |
| Анхел Дидие           | Графиня на Люксембург   | Фр. Легара                                              | продуцирана от Г. М. Ярон, реж. А. Ф. Гедройц                                                      |
| Силва                 | Силва                   | И. Калман                                               | постановка на Г. М. Ярон, режисьор А. Ф. Гедройц                                                   |
| Марица                | Марица                  | И. Калман                                               | постановка Г. М. Ярон, режисьор А. Ф. Гедройц, възобновяване на представлението от И. С. Барабашов |
| Хана Главари          | Веселата вдовица        | о. Легара                                               | постановка В. А. Канделаки, реж. А. Ф. Гедроиц                                                     |
| Лала                  | Не крий усмивката си    | Р. Гаджиева                                             | постановка Ф. Г. Султанов, реж. А. Ф. Гедроиц                                                      |
| Ирина                 | Москва—Париж—Москва     | В. И. Мурадели                                          | постановка Г. П. Ансимов                                                                           |
| Стела                 | Свободен вятър          | И. ОХ Дунаевски                                         | постановка В. А. Курочкин, реж. А. Ф. Гедроиц                                                      |
| Павла Петровна Панова | Другарка любов          | В. Ж. Илин по пиесата на К. А. Тренева „Пролетна любов“ | постановка Ю. А. Петров, режисьори И. М. Рапопорт, И. С. Барабашов, В. В. Николаев, Е. Л. Кациров  |
| Леонтина, баронеса    | Царицата на чардаша     | И. Калман                                               | постановка Ю. А. Петров, реж. М. М. Бурцев                                                         |

## Дискография
| Година | Автор       | Заглавие                       | Хор и оркестър | Диригент        | Роля   |
| ------ | ----------- | ------------------------------ | --- | --------------- | ------ |
| 1969   | Имре Калман | По страницам советских оперетт | Оркестър на Московския оперетен театър                                                                              | Г. К. Черкасов  |        |
| 1977   | Имре Калман | Сильва                         | Хор Московския театъа за опера Естрадно-симфонически оркестър на Всесъюзнните радио и телевизия                     | Ю. В. Силантьев | Силва  |
| 1980   | Имре Калман | Марица                         | Хор и оркестър на Централната телевизия и Всесоюзното радио                                                         | Л. В. Николаева | Марица |
| 1981   | Карл Целер  | Продавец птиц                  | Хор на Московския театъра за опера, оркестър за симфоническа и естрадна музика Централна телевзия и Всесъюзно радио | А. Г. Михайлова | Мари   |
| 2010   | Имре Калман | Принцесса цирка                | |                 | Силва  |

## Филмография
| Година | Заглавие                          | Роля          |
| ------ | --------------------------------- | ------------- |
| 1976   | Сильва                            | Силва Вареску |
| 1961   | Весна, цветы и, конечно... любовь | Валентина     |

## Семейство
- Съпруг – Генадий Константинович Черкасов, народен артист на РСФСР.
- Син – Николай